# 古史古伝
古史古伝（こしこでん）とは、古代史の主要な史料（日本の場合なら『古事記』や『日本書紀』など）とは著しく異なる内容歴史を伝える文献を一括して指す名称。
種類が多く、また超古代文献・超古代文書ともいう。
古史古伝は今のところ、いずれも学界の主流からは偽書とみなされている。日本の『武功夜話』や『百輪中旧記』などのように中世以後の歴史を記した偽書もあるが、古代の特に古い時代に無関係な文献は古史古伝とは呼ばれない。

## 概論
古史古伝は、
1. 写本自体が私有され非公開である、などの理由で史料批判がなされる予定がなく、史料として使えないものも多い
2. 超古代文明について言及されている
3. 日本のものの場合、漢字の伝来以前に日本にあったという主張がある神代文字で綴られている
4. 日本のものの場合、上代特殊仮名遣に対応してない（奈良時代以前の日本語は母音が8個あったが、5母音の表記体系である）
5. 成立したとされる年代より後（特に近代以降）の用語や表記法が使用されている

等々の理由で古代史研究における歴史学的な価値は無く、古代からの伝来である可能性も無いと考えられている。しかし、古史古伝は種類が多く1〜5の特徴もすべての古史古伝に共通しているわけではなく、それらの諸点についての度合いは各書ごとに様々である。
日本のものの場合、江戸時代成立とみられる文献もあり、それらには江戸時代的な特徴はあるが、近代以後の用語などは存在しない。ただし、いずれの「古史古伝」においても「偽書である『古史古伝』ではなく、真書である」と主張する人々はかつて存在したか、もしくは現存している。
現在では、近代における日本人の国家観・民族観への受容等のあらわれとして、文献の作成を行う者の思想に対する研究が始まったところである。
古史古伝を含む偽史の作成は、それが作成される社会と時代における時代精神を反映している。原田実はオウム真理教が偽史運動から登場した事を指摘している。実際に教祖の麻原彰晃は、古史古伝に登場するヒヒイロカネに関する記事をオカルト雑誌のムーに発表したことがある。いわゆるトンデモ本や新興宗教が偽史や古史古伝に立脚しているケースは多々見られる。

## 名称由来
第2次世界大戦前には「神代史」「太古史」など言われ、戦後（1970年代頃まで）には吾郷清彦が「超古代文書」と呼んでいた。
また同じ頃、武田崇元（武内裕）は「偽書」「偽史」「偽典」などと発言、しかし「偽書」「偽典」は用語としてすでに確立した別の定義が存在しており紛らわしいので、やがて「偽史」という言い方に統一されていった。
「古史古伝」との言い方は、吾郷清彦が著書『古事記以前の書』（大陸書房、1972年）で最初に提唱したもので、この段階では「古典四書」「古伝三書」「古史三書」とされていたが、著書『日本超古代秘史資料』（新人物往来社、1976年）では、「古典四書」「古伝四書」「古史四書」「異録四書」に発展した。初期の頃の吾郷清彦は「超古代文書」という言い方を好み、「古史古伝」とは言わなかった。あくまで分類上の用語として「古伝四書」とか「古史四書」といっていたものである。1980年代以降、佐治芳彦がこれをくっつけて「古史古伝」と言い出したのが始まりである。
下記の分類は前述の『日本超古代秘史資料』を基本としているが、その後、他の文献写本が発見されるに従って吾郷清彦自身によって徐々に改訂が繰り返され増殖していった。その分として若干の補足を加えてある。

## 吾郷清彦による分類

### 古典四書
- 『古事記』
- 『日本書紀』
- 『先代旧事本紀』（旧事紀）
- 『古語拾遺』

『古語拾遺』を除いて「古典三書」ともいう。この「古典四書」（または古典三書）という分類は、異端としての超古代文書に対して正統な神典としての比較対象のための便宜的な分類であり、「古典四書」はいわゆる超古代文書（古史古伝）ではなく、通常の「神典」から代表的・基本的な四書を出したもので、実質は神典の言い替えである（神典の範囲をどう定めるかは古来諸説があるがこの四書に加えて『万葉集』『古風土記』『新撰姓氏録』などをも含むことが多い）。
しかし『先代旧事本紀』は江戸時代以来、偽書であるとの評価が一般的であり、当然、吾郷清彦も最初からそれを認識していた。しかしまた同時に、通説と同様に、その価値を全面否定はせず、記紀に次ぐ重要な「神典」とみなされてきた事実には変わりないと（記紀ほどではないが）評価もされていた。
同様に『天書』（『天書紀』ともいう）・『日本総国風土記』・『前々太平記』の三書を異端古代史書として古史古伝と同様に扱おうとする説（田中勝也など）もあるが、このうち『天書』は古史古伝の類とはいえず、他の二書も超古代文書というほどの内容をもっているわけではない。
『先代旧事本紀』または『天書』と似たような位置にある史書として『住吉大社神代記』がある。天平年間成立とされているが平安時代中期頃の偽書と考えられている。『神道五部書』は、奈良時代以前の成立とされているが鎌倉時代の偽書と考えられている。『神道五部書』は直接には古史古伝ではないが、そのうちの『倭姫命世記』と『神祇譜伝図記』に神代の治世の年代が記されており、これが古史古伝の幾つかにあるウガヤフキアエズ王朝と同質の発想があるという指摘がある。
通常の古代史書が、解釈によって古史古伝と同様の内容があるとされる場合もある。吉田大洋は『古事記』がシュメール語で読めると主張したが、その解釈には超古代史的な内容もある。高橋良典は『新撰姓氏録』を超古代史書として解釈している。これらは吉田大洋や高橋良典の解釈説の内容が超古代史と言うことであり、本文そのものが超古代史なわけではない。

### 古伝四書
- 『ウエツフミ』（大友文書、大友文献ともいう[注釈 1]）
- 『ホツマツタヱ』（※漢字ではなくカナ書きするのが吾郷の流儀）
- 『ミカサフミ』
- 『カタカムナのウタヒ』（いわゆる「カタカムナ」）

「カタカムナ」を除いて「古伝三書」ともいう。
この「古伝四書」は全文が神代文字で書かれているという外見上の体裁による分類であって、内容に基づく分類ではない。
また、『フトマニ』という書がある。この『フトマニ』は普通名詞の太占（ふとまに）と紛らわしいので吾郷は『カンヲシデモトウラツタヱ』（神璽基兆伝）と名付けた。『フトマニ』『ホツマツタヱ』『ミカサフミ』の三書は世界観を同じくする同一体系内の一連の書であり「ホツマ系文書」と呼ばれ、一部の肯定派の研究者からは「ヲシテ文献」と一括して呼ばれる。
なお、カタカムナに関係する『神名比備軌』（かむなひびき）や『間之統示』（まのすべし）という漢字文献も「カタカムナ系の文献」として一括できるが、これらカタカムナを含むカタカムナ系の諸文献は「歴史書」ではない。「超古代文書＝古史古伝」は、このように歴史書以外をも含む幅広い概念となっている。

### 古史四書
- 「九鬼神伝精史」（いわゆる「九鬼文書」。『天津鞴韜秘文』（あまつたたらのひふみ）は九鬼文書群の一部である）
- 「竹内太古史」（いわゆる「竹内文献」。「天津教文書」「磯原文書」ともいう）
- 「富士高天原朝史」（いわゆる「富士谷文書」（ふじやもんじょ）。「宮下文書」「富士宮下古文献」ともいう）
- 「物部秘史」（いわゆる「物部文書」）

「物部秘史』を除いて「古史三書」ともいう。
「古史四書」は神代文字をも伝えてはいるものの、本文は漢字のみまたは漢字仮名まじり文で書かれたもの。やはり内容による分類ではない。上記のタイトル（九鬼神伝精史・竹内太古史・富士高天原朝史・物部秘史）は吾郷清彦が独自に名付けたものである。九鬼文書と富士文書は複数の書物の集合体であって全体のタイトルがなかったことによる。
竹内文書、大友文書、富士文書を三大奇書ともいう。

### 異録四書
- 『東日流外三郡誌』（つがるそとさんぐんし）。いわゆる｢和田家文書｣の一つ[注釈 4]。
- 『但馬故事記』（たじまこじき。「但馬国司文書」とも。但馬故事記は本来は但馬国司文書の中の代表的な書物の名）
- 『忍日伝天孫記』（おしひのつたえてんそんき）
- 『神道原典』（しんとうげんてん）

『神道原典』を除いて「異録三書」ともいう。
「異録四書」は古伝四書や古史四書に含まれないものをひとまとめにしたもので、いわゆる「その他」の枠であり、古伝四書・古史四書のように四書全体に通じる共通の特徴があるわけではない。
『忍日伝天孫記』と『神道原典』は古文書・古文献ではなく、前者は自動書記、後者は霊界往来による霊感の書である。このように吾郷清彦の「古史古伝」（超古代文書）という概念は「古代から伝わった書物」という意味だけでなく、「自動書記などの霊感によって超古代の情報をもたらす現代の書」まで含む幅広い概念である。吾郷は上記の他にも、超古代文書として『異称日本伝』・『神伝上代天皇紀』・「春日文書」を取り上げているが、このうち『異称日本伝』は松下見林による江戸時代の有名な著作であり、超古代文献とはいえないものであることは、後述の『香山宝巻』と同様である。また「春日文書」は言霊（ことだま）関係の文献であり歴史書ではないが、古史古伝には歴史書以外も含みうるのは、上述のカタカムナの場合と同じである。

## 吾郷清彦による分類の発展

### 東亜四書
- 『契丹古伝』（『神頌叙伝』ともいう）
- 『桓檀古記』
- 『香山宝巻』
- 『宝巻変文類』

『宝巻変文類』を除いて東亜三書ともいう。
吾郷は「新しき世界へ」誌（日本CI協会刊）に寄稿した際「東亜四書」という項目を追加している。
構想段階では『香山宝巻』『宝巻変文類』がなく『竹書紀年』『穆天子伝』だったが、この両書を古史古伝だというのは無理があり、後の著作では『竹書紀年』『穆天子伝』をはずし『香山宝巻』『宝巻変文類』を入れた形で発表されている。しかし『香山宝巻』『宝巻変文類』は世間的には有名ではなかったが専門家の世界ではもとから知られたものであり、超古代史文書に入れるのは異論もある。ほかに東アジアに関連するものとして『山海経』『封神演義』をあげる論者もいるが、『山海経』は古来有名な古典であり、一方『封神演義』は小説であり、いくら内容が面白いからといってもこの両書を古史古伝というのは無理がある。それよりも『契丹古伝』や『桓檀古記』とならぶべき超古代文書といえば『南淵書』があげられる。また『桓檀古記』は『揆園史話』や『檀奇古史』などの同系の書物とともに「檀君系文献群」として一括してよぶことができる。

### 泰西四書
- 『オエラ・リンダの書』（『オエラリンダ年代記』ともいう）[注釈 7][注釈 8]
- 『Oahspe: A New Bible』：オアフスペ、オアースプ等いろいろに読まれる。1882年出版。
- 『モルモン経』
- 「アカーシャ年代記」（「アカシックレコード」ともいう[注釈 9]）

「アカーシャ年代記」を除いて泰西三書ともいう。
他にジェームズ・チャーチワードが実在を主張した「ナーカル碑文（Naacal）」、ヘレナ・P・ブラヴァツキーが実在を主張した『ドゥジャーンの書』、「エメラルド・タブレット」、「トートの書」等がある。また『ネクロノミコン』は当初から小説の中の存在として発表されたが、実在と信じる人にとっては超古代文書の一種である。
『OAHSPE』はアメリカ人の歯医者John Ballou Newbroughが自動書記で書いたとされており、「アカーシャ年代記」は不可視界の存在であるとされ、どちらも古文書ではない。他にアメリカ人リバイ・ドーリングがアカシックレコードを読んで書いたというキリストの前半生の物語『宝瓶宮福音書』（1908年）も古史古伝に入れられている。

### 地方四書
- 『甲斐古蹟考』
- 「阿蘇幣立神社文書」（「高天原動乱の秘録」ともいう）
- 『美しの杜物語』（研究者の間では『大御食神社神代文字社伝記』とよばれることが多い。また『美杜神字録』ともいう[注釈 10]。『美しの杜物語』は吾郷の命名である[注釈 11]。）
- 『真清探當證』（ますみたんとうしょう）

『真清探當證』を除いて地方三書ともいう。
『美しの杜物語』は神代文字で書かれているが、吾郷はその件については特にふれていない。『美しの杜物語』のように地方色豊かなものとして原田はさらに『伊未自由来記』（いみじ・ゆらいき）・『肯搆泉達録』（かんかんせんだつろく）・「守矢家文書」・「松野連系図」をあげている。

### 秘匿四書
- 「斎部文書」
- 「清原文書」
- 「久米文書」
- 「大伴文書」[注釈 13]

「大伴文書」を除いて秘匿三書ともいう。
上記の四書は未確認文献である。これらのうち「大伴文書」については、熊野修験道の秘伝書という「天津蹈鞴秘文」を伝承していた高松壽嗣がその一部を大伴氏の所伝とみなし「大伴文書」と呼んでいたという。したがって「大伴文書」は実在するものの、その中には超古代史を思わせるような伝承（例えばウガヤフキアヘズ朝など）は特に見出せない。
これら四書よりはいくらか知名度のあったものとして「安倍文書」がある。戦前からの研究者である山根キクや大野一郎らによって、安倍文献もまた神代文字を伝えているとか竹内文献と共通する内容があるとかウガヤフキアヘズ朝についての記述があるとか、様々な説が広がっていた。また安倍ではなく「安部」または「阿部」とする説もあった。「安部文書」とする説ならば実在するものの、原田実・森克明編の「古史古伝事典」（別冊歴史読本編集部編『古史古伝の謎』所収）によると「安部文書」で現在までに見つかっているのは安部家の系図や寺社縁起のみであって、その中に神代伝承は見いだせない。「阿部文献」とする説では、三浦一郎が『九鬼文書の研究』の中で、また宇佐美景堂は『命根石物語』の中で、ともに豊後の阿部家に伝わる古代文字文献について述べており、神武以前の天皇名などを伝えている個所があると主張していた。

## 一覧
本項ででてきた書物のタイトル一覧。五十音順。

### 古史古伝
- 「アカーシャ年代記」（「アカシックレコード」ともいう）
- 「阿蘇幣立神社文書」（「高天原動乱の秘録」ともいう）
- 「安倍文書」（安倍とは別に「安部文書」や「阿部文献」も存在する）
- 『異称日本伝』（これを古史古伝に加えるのは異論もあるが、本項の中では吾郷の判定に従う）
- 『伊未自由来記』（いみじ・ゆらいき）
- 「斎部文書」（いんべもんじょ）
- 『ウエツフミ』（「大友文書」「大友文献」ともいう）
- 『ウラ・リンダの書』（『ウラ・リンダ年代記』ともいう）
- 「エメラルド・タブレット」
- 『OAHSPE』（オアフスペ、オアースプ等いろいろに読まれる）
- 「大伴文献」
- 『美しの杜物語』（『大御食神社神代文字社伝記』『美社神字録』ともいう）
- 『忍日伝天孫記』（おしひのつたえてんそんき）
- 『甲斐古蹟考』
- 「春日文書」
- カタカムナ系文書群
  - 『カタカムナのウタヒ』
  - 『神名比備軌』（かむなひびき）
  - 『間之統示』（まのすべし）
- 『肯搆泉達録』
- 『契丹古伝』（『神頌叙伝』ともいう）
- 「清原文書」
- 「九鬼神伝精史」（いわゆる「九鬼文書」)
- 「久米文書」
- 『香山宝巻』（これを古史古伝に加えるのは異論もあるが本項の中では吾郷の判定に従う）
- 『神伝上代天皇紀』
- 『神道原典』（しんとうげんてん）
- 「竹内太古史」（いわゆる「竹内文献」。「天津教文書」「磯原文書」ともいう）
- 『但馬故事記』（たじまこじき。「但馬国司文書」ともいう）
- 檀君系文書群
  - 『檀奇古史』
  - 『桓檀古記』
  - 『揆園史話』
- 『東日流外三郡誌』（つがるそとさんぐんし。「和田家文書」ともいう）
- 「トートの書」
- 『ドゥジャーンの書』
- 「ナーカル碑文（聖なる霊感の書）」
- 『南淵書』
- 「富士高天原朝史」（いわゆる「富士谷文書」。「宮下文書」「富士宮下古文献」ともいう）
- 『宝巻変文類』（これを古史古伝に加えるのは異論もあるが本項の中では吾郷の判定に従う）
- 『宝瓶宮福音書』
- ホツマ系文書群（ヲシテ文献）
  - 『ホツマツタヱ』（※古伝四書として書く場合はタイトル仮名書き）
  - 『ミカサフミ』
  - 『カンオシデモトウラツタヱ』（神璽基兆伝）
- 『真清探當證』
- 「松野連系図」
- 「物部秘史」（いわゆる「物部文書」）
- 「守矢家文書」
- 『モルモン経』

### 神典
- 『古事記』
- 『古語拾遺』
- 『新撰姓氏録』
- 『先代旧事本紀』（十巻本）
- 『日本書紀』
- 『古風土記』
- 『万葉集』
- 『住吉大社神代記』

### それ以外
- 『山海経』
- 『前々太平記』
- 『天書』（『天書紀』ともいう）
- 『神道五部書』
- 『竹書紀年』
- 『日本総国風土記』
- 『穆天子伝』
- 『封神演義』